# Wohn- und Geschäftshaus Schulstraße 10
Das Wohn- und Geschäftshaus Schulstraße 10, Ecke Herbertstraße, im niedersächsischen Nordenham im Landkreis Wesermarsch, stammt wohl vom Anfang des 20. Jahrhunderts.

Aktuell (2023) wird es als Wohn- und Geschäftshaus (Laden, Restaurant, Büros) genutzt.
Das Gebäude steht unter Denkmalschutz (siehe auch Liste der Baudenkmale in Nordenham).

## Beschreibung
Das dreigeschossige verputzte traufständige L-förmige Eckgebäude mit Mansarddach, diversen Loggien, den zwei halbrunden Blumenbalkonen über dem rundbogigen Eingang sowie dem Traufgesims und den gestalteten Brüstungen stammt wohl aus der Zeit von um 1900 bis 1920.
Das Landesdenkmalamt befand zur Bedeutung: „geschichtlich, städtebaulich“.